# Hans Haenel
Hans Haenel (ur. 28 lutego 1874 w Dreźnie, zm. 22 listopada 1942 tamże) – niemiecki lekarz neurolog.
Syn Gustava Haenela (1843–1892), drezdeńskiego okulisty, i Louise z domu Linger (1849–1922). Brat Ericha Antona Haenela (1875–1940), historyka sztuki. Studiował na Uniwersytecie we Fryburgu Bryzgowijskim, Uniwersytecie w Berlinie i Uniwersytecie w Heidelbergu. W 1897 roku w Heidelbergu otrzymał tytuł doktora medycyny po przedstawieniu pracy doktorskiej przygotowanej pod kierunkiem Emila Kraepelina. Pracował w klinice neurologicznej w Halle, potem w szpitalu miejskim w Dreźnie. W 1909 roku opisał objaw znieczulenia gałek ocznych w przebiegu wiądu rdzenia („Bulbussymptom”, objaw Haenela). 

## Wybrane prace
- Beitrag zur Lehre von den aus Nervengewebe bestehenden Geschwülsten, 1898
- Klinischer Beitrag zur Kenntniss der Erkrankungen des Hirnschenkels, 1900
- Zur pathologischen Anatomie der Hemiathetose, 1901
- Zur Pathogenese der amyotrophischen Lateralsklerose, 1903
- Eine typische Form der tabischen Gehstörung, 1908
- Über den Harten-Gaumen-Reflex nebst Bemerkungen über den Schlundreflex, 1910